# León Querosfactes
León Querosfactes (en griego: Λέων Χοιροσφάκτης), también conocido como León Magistro o León Magíster, fue un funcionario bizantino que ascendió a un alto cargo bajo el emperador Basilio I el Macedonio (reino entre 867 y 886) y sirvió como un enviado del emperador León VI el Sabio (reino entre 886 y 912) para Bulgaria y el Califato abasí. Adquiriendo nuevos títulos durante el reinado de León VI, cayó en desgracia después de la muerte de su hermano y sucesor, el emperador Alejandro, por su posible participación en el intento de golpe del general Constantino Ducas. Tras la supresión del golpe, Querosfactes se refugió en el santuario de Santa Sofía, donde fue capturado, tonsurado y confinado en el Monasterio de Studion, donde murió poco después de 919.
Querosfactes era también un erudito bien educado y destacado escritor, con numerosas obras que se le atribuyen. Gran parte de sus escritos y correspondencia sobreviven.